# キュムラント母関数
キュムラント母関数（英: cumulant generating function, cgf）は、モーメント母関数の対数として定義されるキュムラントの母関数。なお特性関数の対数として定義されるものは第2キュムラント母関数（英: second characteristic function）とここでは呼ぶことにする。

## 定義
確率変数 X のキュムラント母関数 KX(t) はモーメント母関数 MX(t)を使用して次のように定義できる。
{\displaystyle M_{X}(t)=\exp {(K_{X}(t))}\,}
対数を使って変形すると
{\displaystyle {\begin{aligned}K_{X}(t)&=\log(M_{X}(t))\\&=\log(\mathrm {E} (e^{tX}))\\&=\log \left(\sum _{n=0}^{\infty }{\frac {t^{n}}{n!}}\mu _{n}\right)&=&\log \left(1+t\mu _{1}+{\frac {t^{2}}{2!}}\mu _{2}+\dotsb \right)\\&=\sum _{n=1}^{\infty }{\frac {t^{n}}{n!}}\kappa _{n}&=&0+t\kappa _{1}+{\frac {t^{2}}{2!}}\kappa _{2}+\dotsb \end{aligned}}}
ここで、
μn は n 次のモーメント。
κn は n 次のキュムラント。
n次キュムラントは次のように与えられる。
{\displaystyle \kappa _{n}={\frac {\partial ^{n}}{\partial t^{n}}}K_{X}(t){\biggr \vert }_{t=0}={\frac {\partial ^{n}}{\partial t^{n}}}\log {(M_{X}(t))}{\biggr \vert }_{t=0}}

## 第2キュムラント母関数
第2キュムラント母関数 KX(t) を特性関数 ψX(t)の対数として次のように定義できる。
{\displaystyle {\begin{aligned}K_{X}(t)&=\log \varphi _{X}(t)\\&=\log(\mathrm {E} (e^{itX}))\\&=\log \left(\sum _{n=0}^{\infty }{\frac {(it)^{n}}{n!}}\mu _{n}\right)\\&=\sum _{n=1}^{\infty }{\frac {(it)^{n}}{n!}}\kappa _{n}\end{aligned}}}
n次キュムラント κn は次のように計算される。
{\displaystyle \kappa _{n}={\frac {1}{i^{n}}}{\frac {\partial ^{n}}{\partial t^{n}}}K_{X}(t){\bigg |}_{t=0}}

## キュムラント母関数の性質
キュムラントの性質を利用することの利点として以下の性質がある。
- 独立な確率変数 X と Y の和のキュムラント母関数は、それぞれの確率変数のキュムラント母関数の和に等しい。

{\displaystyle {\begin{aligned}K_{X+Y}(t)&=\log(E(e^{t\cdot (X+Y)}))\\&=\log(E(e^{tX})\cdot E(e^{tY}))\\&=\log(E(e^{tX}))+\log(E(e^{tY}))\\&=K_{X}(t)+K_{Y}(t).\end{aligned}}}